# Archäologische Kommission für Niedersachsen
Die Archäologische Kommission für Niedersachsen ist eine 1970 gegründete fachwissenschaftliche Vereinigung, die die archäologische Forschung sowie Bodendenkmalpflege in Niedersachsen fördert und koordiniert. Sie hat ihren Sitz in Hannover und ist dort als Verein eingetragen.

## Geschichte
Vorläufer war die Arbeitsgemeinschaft der Ur- und Frühgeschichtsforscher in Niedersachsen, die am 15. Juni 1960 als Teil des Niedersächsischen Heimatbundes gegründet wurde. Die Aufgabe der Arbeitsgemeinschaft bestand anfangs darin, Anträge auf Zuteilung von Forschungsmitteln fachlich zu begutachten. Über die Mittelvergabe aus Abgaben des niedersächsischen Zahlenlottos entschieden entsprechende Landesministerien. Im Laufe der Zeit kamen weitere Aufgaben hinzu, wie die Koordinierung der wenigen Forschungsvorhaben in den 1960er Jahren. Bald entstand der Wunsch nach einer festen Organisation statt eines lockeren Zusammenschlusses als Arbeitsgemeinschaft, um die Interessen der Archäologie effektiver zu vertreten.
Die Gründung der Archäologischen Kommission für Niedersachsen erfolgte am 4. März 1970 in Reinhausen durch 25 Gründungsmitglieder:
- Claus Ahrens
- Wolfgang Dietrich Asmus
- Herbert Aust
- Karl-Ernst Behre
- Martin Claus
- Rudolf Dehnke
- Jürgen Deichmüller
- Albert Genrich
- Hans Goetting
- Werner Haarnagel
- Hajo Hayen
- Herbert Jankuhn
- Franz Niquet
- Walter Nowothnig
- Heinrich Ottenjann
- Hans-Günter Peters
- Klaus Raddatz
- Heinz Schirnig
- Peter Schmid
- Elisabeth Schlicht
- Heino-Gerd Steffens
- Alfred Tode
- Olfert Voss
- Berndt Wachter
- Willi Wegewitz

Gleichzeitig erfolgte die Auflösung der Arbeitsgemeinschaft der Ur- und Frühgeschichtsforscher in Niedersachsen. Im weiteren Verlauf des Gründungsjahres 1970 gehörten der Kommission bereits 36 Mitglieder an, 1979 waren es 104 und 1998 waren es 152 Mitglieder.
Als Vorsitzender wurde bei der Gründung der Prähistoriker Herbert Jankuhn als maßgeblicher Initiator gewählt. Zweiter Vorsitzender wurde Werner Haarnagel. Beide wurden 1976 von Heinz-Günter Peters und Ralf Busch abgelöst. Von 1982 bis 1987 waren Heinz Schirnig und Dieter Zoller Vorsitzende. Darauf folgten Günter Wegner und Wilhelm Gebers im Vorsitz. Ab 1996 hatten Karl-Heinz Willroth und Rolf Bärenfänger den Vorsitz. Von 2000 bis 2021 hatten Rolf Bärenfänger und Michael Geschwinde den Vorsitz inne, Schatzmeister war zuletzt Axel Friederichs und Elke Först Schriftführerin. Die Mitgliederversammlung 2021 wählte Jan F. Kegler, Markus C. Blaich, Ute Bartelt und Axel Friederichs als neuen Vorstand.

## Beschreibung
Die Archäologische Kommission für Niedersachsen ist eine fachwissenschaftliche Vereinigung, die archäologische Ergebnisse veröffentlicht und das Niedersächsische Ministerium für Wissenschaft und Kultur berät. Außerdem gibt sie mehrere Zeitschriften und Schriftenreihen heraus, deren Finanzierung das Ministerium maßgeblich unterstützt. Darüber hinaus koordiniert die Kommission Forschungsvorhaben und fördert den wissenschaftlichen Nachwuchs. Ordentliches Mitglied können satzungsgemäß in Niedersachsen tätige Archäologen werden. Die Zuwahl von Wissenschaftlern aus Nachbardisziplinen oder von Archäologen außerhalb von Niedersachsen ist möglich. Es gibt derzeit (2022) etwa 230 Mitglieder. Alle vier Jahre werden der Vorstand und die Mitglieder des Hauptausschusses gewählt.

## Vorstand

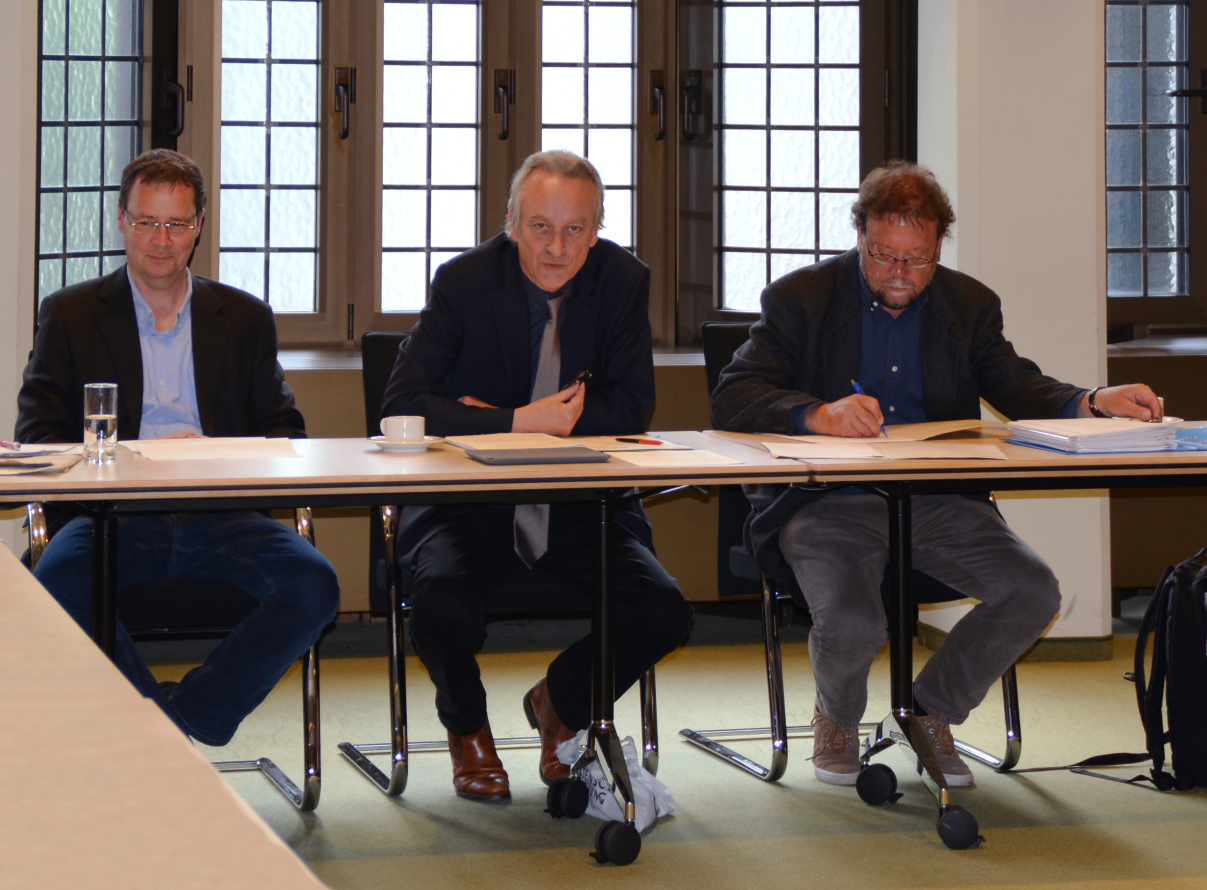
Der Vorstand im Jahr 2014 (v. l. n. r.): Schatzmeister Axel Friederichs, Vorsitzender Rolf Bärenfänger und Stellvertreter Michael Geschwinde

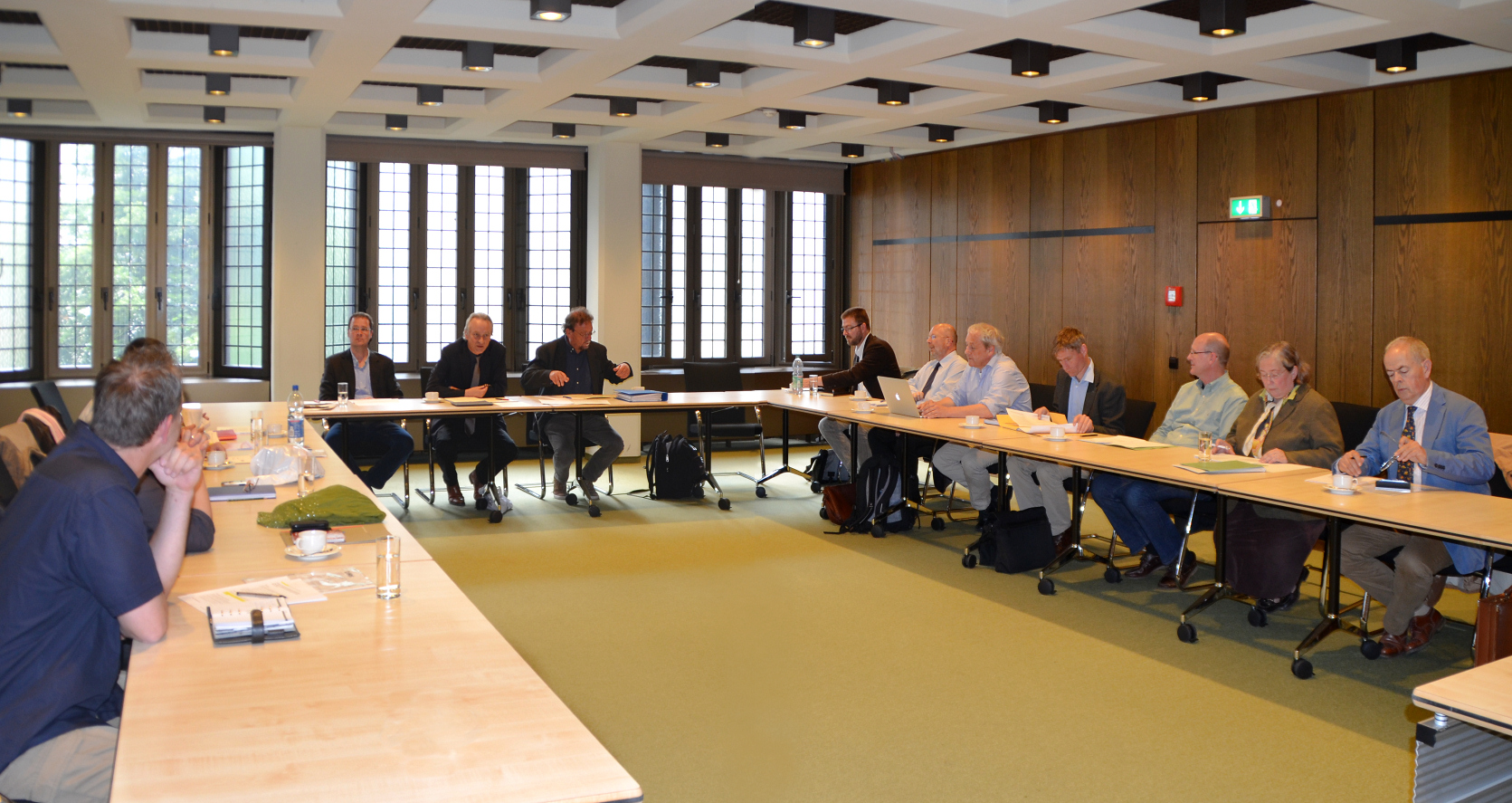
Tagung des Hauptausschusses, 2014

Der Vorstand besteht derzeit (2022) aus dem Vorsitzenden Jan F. Kegler, dem zweiten Vorsitzenden Markus C. Blaich, dem Schatzmeister Axel Friederichs und der Schriftführerin Ute Bartelt.

## Hauptausschuss
Der Hauptausschuss besteht satzungsgemäß aus dem Vorstand und Vertretern folgender Institutionen:
- Arbeitsgemeinschaft der niedersächsischen Bezirksarchäologen
- Archäologen der Landschaftsverbände und Gebietskörperschaften
- Braunschweigisches Landesmuseum
- Niedersächsisches Landesmuseum Hannover
- Landesmuseum für Natur und Mensch in Oldenburg
- Land Niedersachsen in Form des Niedersächsischen Ministeriums für Wissenschaft und Kultur
- Niedersächsisches Institut für historische Küstenforschung in Wilhelmshaven
- Niedersächsisches Landesamt für Denkmalpflege in Hannover
- Seminar für Ur- und Frühgeschichte der Georg-August-Universität Göttingen

## Herausgebertätigkeit
Zeitschriften :
- Nachrichten aus Niedersachsens Urgeschichte (seit Band 38, 1969)
- Archäologie in Niedersachsen (2022 erschien Band 25 im Isensee Verlag, Oldenburg)

Schriftenreihen :
- Materialhefte zur Ur- und Frühgeschichte Niedersachsens
- Neue Ausgrabungen und Forschungen in Niedersachsen
- Wegweiser zur Vor- und Frühgeschichte Niedersachsens
- Beiträge zur Archäologie in Niedersachsen (seit Band 10, 2005)

## Jahrestagungen
Die Kommission führt an wechselnden Orten in Niedersachsen zu verschiedenen Themenstellungen Mitgliederversammlungen durch, die als Jahrestagungen dem fachlichen Austausch unter Archäologen dienen. Anfangs fanden sie alle drei Jahre statt und seit 1984 jährlich.

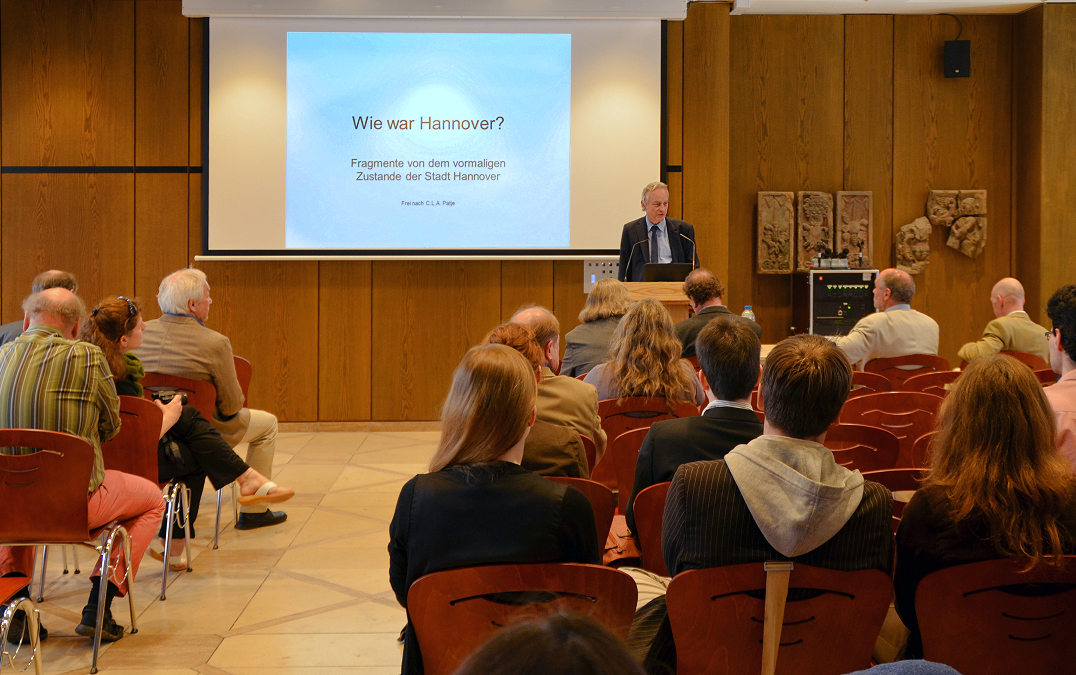
Vortrag bei der Jahrestagung 2014 in Hannover

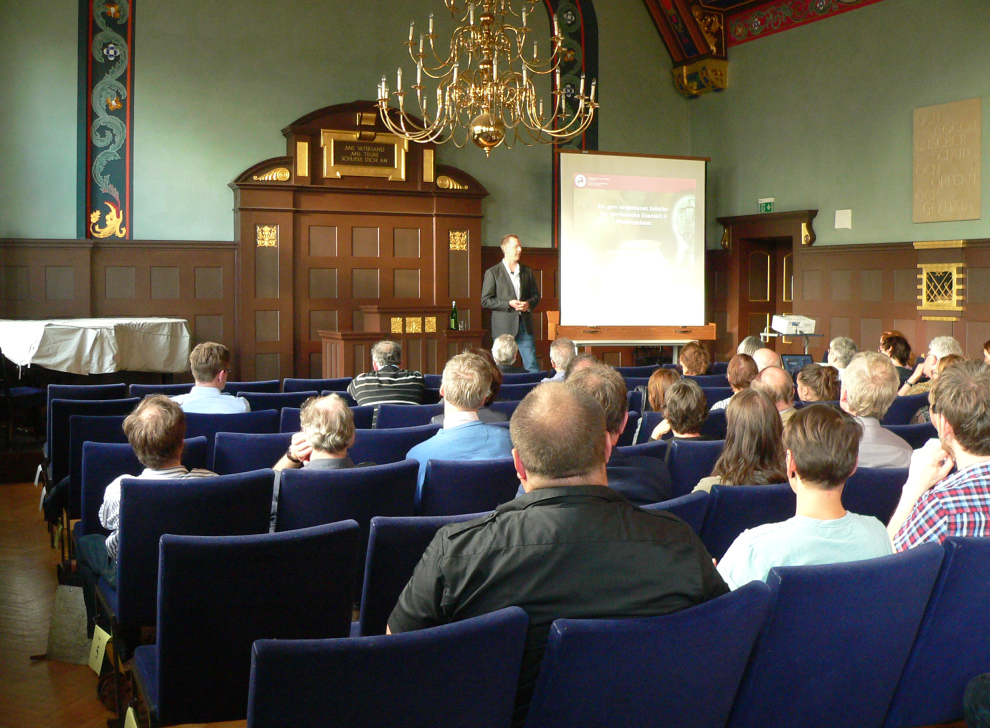
Vortrag von Jochen Brandt bei der Jahrestagung 2018 in Nienburg

Liste der Orte der bisherigen Jahrestagungen
- 1972 Bederkesa
- 1976 Oldenburg
- 1977 Wolfenbüttel
- 1979 Hannover
- 1980 Braunschweig
- 1982 Hannover
- 1982 Wilhelmshaven
- 1984 Hannover
- 1985 Oldenburg
- 1986 Helmstedt
- 1987 Sögel
- 1988 Osterode
- 1989 Tossens
- 1990 Verden
- 1991 Hannover
- 1991 Aurich
- 1992 Buxtehude
- 1993 Fallingbostel
- 1994 Stade
- 1995 Holzminden
- 1996 Gifhorn
- 1997 Hildesheim
- 1998 Uelzen
- 1999 Cuxhaven
- 2002 Osnabrück
- 2003 Lüneburg
- 2004 Northeim
- 2005 Oldenburg
- 2006 Hamburg-Harburg
- 2007 Rotenburg (Wümme)
- 2008 Wolfenbüttel
- 2009 Hitzacker
- 2010 Rinteln
- 2011 Vechta
- 2012 Helmstedt
- 2013 Aurich
- 2014 Hannover
- 2015 Hildesheim
- 2016 Goslar
- 2017 Braunschweig
- 2018 Nienburg/Weser
- 2019 Stade
- 2020 verschoben auf 2021
- 2021 Leer
- 2022 Bad Bederkesa